# مالكوم ماكناب
مالكوم ماكناب (بالإنجليزية: Malcolm McNab)‏ هو عامل حر أمريكي، ولد في 25 مارس 1943 في كليفلاند في الولايات المتحدة.

## وصلات خارجية
- مالكوم ماكناب على موقع IMDb (الإنجليزية)
- مالكوم ماكناب على موقع ميوزك برينز (الإنجليزية)
- مالكوم ماكناب على موقع ديسكوغز (الإنجليزية)